# アノーイング・オレンジ

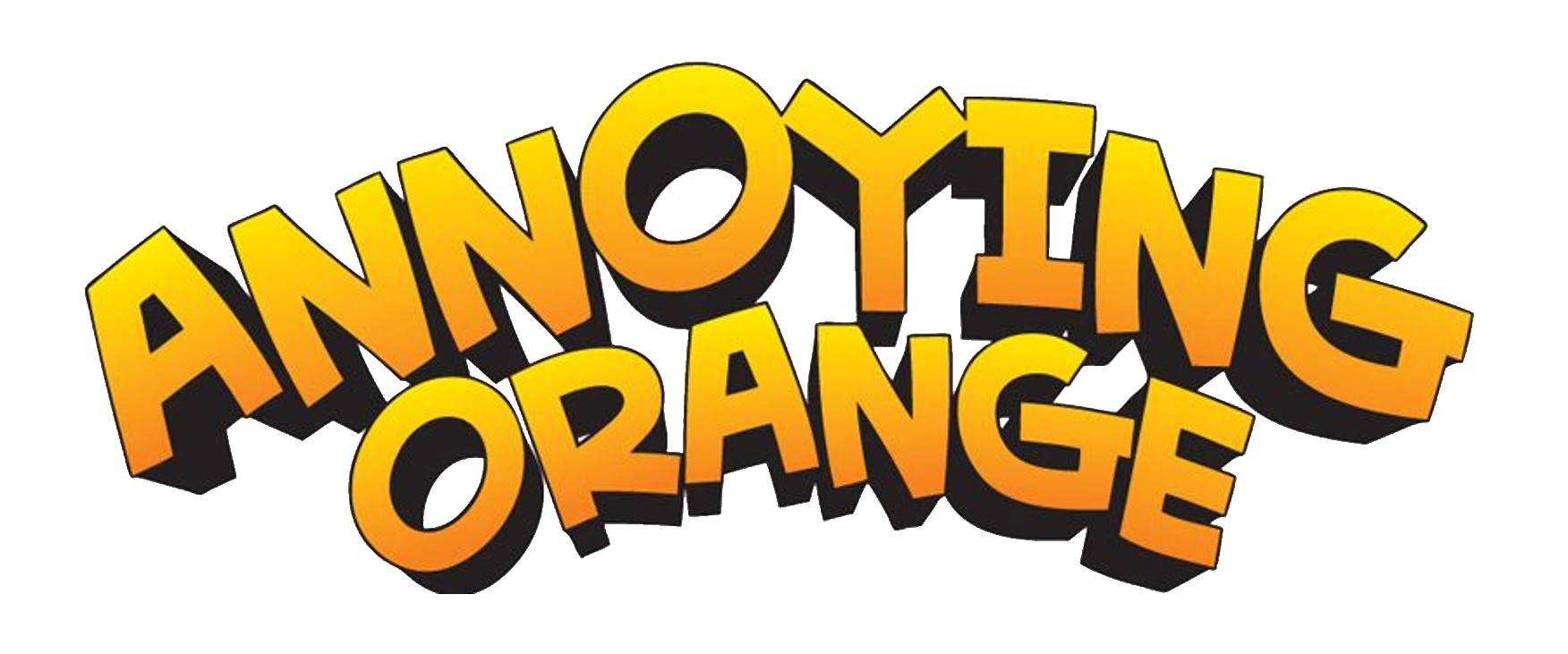

『アノーイング・オレンジ』 (Annoying Orange) は、アメリカ人のデーン・ボーディグハイマー (Dane Boedigheimer) らがユーチューブに発表中の一連の喜劇作品（英語）。
2012年よりアメリカ合衆国のカートゥーンネットワークでこのコメディ作品を基にしたテレビコメディドラマシリーズ『ANNOYING ORANGE アノーイングオレンジの胸やけ気味な大冒険』 (en:The High Fructose Adventures of Annoying Orange) が放送されている。
2013年、テレビシリーズ版の日本語版DVDがポニーキャニオンよりリリースされた。この時の吹き替え版のキャスティングはニコニコ動画に投稿されたアノーイング・オレンジの非公式日本語版のキャストが基になっている。また、これより前の2012年8月6日に放送された『世界まる見え!テレビ特捜部』で原作が紹介された。

## 内容
それぞれ一話完結の短編作品である。話の内容は、一般家庭の台所で、擬人化されたキャラクターである主人公の「オレンジ」が、他の擬人化された食材を相手に早口でジョークをまくしたて、相手をイラつかせる。両者のかけあいの末、相手が唐突に「ナイフ」（包丁）で切り刻まれて絶叫する（切り刻まれなくても大抵は相手が酷い目にあう）、というパターンが多い。その他、日本のホラー作品「リング」のパロディーである「オニオン・リング (The Onion Ring)」および「呪いのオニオン・リングのビデオテープ (The Cursed Onion Ring Tape)」や、マイケル・ジャクソンの「スリラー」のパロディー「チラー (Chiller)」などのパロディ動画やゲームの実況等、番外編的な作品もある。

## 歴史
- 第一話のアップロードは2009年10月9日で、当初のYouTubeでのチャンネル名は「Daneboe」だったが、視聴回数が11,000,000回を越えた時点でチャンネル名は「The Annoying Orange」と改題された。
- 視聴回数10億回突破記念作品「Annoying Orange: Comedy Roast! 」が、2012年1月27日にYouTubeにアップされた。
- ボーディグハイマーと脚本担当のスペンサー・グローブが、カートゥーン・ネットワークとも契約。2012年中に放送開始。

## 登場キャラクター
日本語表記は主に称されているものを書いておく。

### 主要キャラクター
オレンジ (Orange)
本作の主人公。とにかく喋る事が好きで、話し相手がいないと退屈そうにする（実際には、オレンジがほぼ一方的に話している場合がほとんどである）。戦闘力は高く、種を吐いて狙撃したり、唇を震えさせ、その振動で物を共振させて破壊したりできる。手は無いが何故か道具を使用できる（この事は他のほぼ全てのキャラクターに共通する）
初期の作品では英語版の声は低めだったが、後に高めの声になっている。
第3シーズンの初期のエイプリルフール回でナイフで一度切られた（しかし本物ではなくちびリンゴが変装していた）ことがある。
近年のyoutube版のエピソードでは時々爆発に巻き込まれたり雷に打たれたりして主要キャラが全員死んだような描写がなされることがある（次の回では全員何事もなかったかのように復活している）
洋梨 (Pear)
オレンジの隣にいることが多い。初期の話では最後にちらっと出て一言喋るだけだったが、やがてメインキャラとなった。オレンジのことを友達とは思っていないが、嫌いというわけではない模様で、体調不良のオレンジを気遣ったこともある。落ち着いた性格で、時々オレンジの話に便乗することもある。また、リンゴほどではないが永遠に喋り続けるオレンジにはうんざりしている。
グレープフルーツ (Grapefruit)
初登場時に包丁に切られて死亡しているが、何故か後に復活している。オレンジより二回りほど大きく、デブ等と罵られているが本人は「俺はスクワットが得意で筋肉質」などと述べている。
レモンじいちゃん (Grandpa Lemon)
グループフルーツ同様、初登場時に包丁に切られて死亡しているが、何故か後に復活している。寝ている事が多く、聴覚や痛覚が鈍い（その為か寝ている時に半分に切断されたにもかかわらず、そのまま眠り続けていたことがある）。TV放送版ではフルーツの歴史の生き証人で年齢は推定で200歳を越えており、本名はベンジャミン・フランクレモンと判明した。
パッションフルーツ (Passion Fruit)
初登場時にオレンジが一目惚れしたが、彼女自身はオレンジの口の悪さに辟易しており、上記のグレープフルーツも含めて「男運がない」などと嘆いていた。TV放送版ではオレンジを好く気持ちが強まっておりオレンジとの絡みが多くなっている。
ちびリンゴ (Midget Apple)
体の小ささがコンプレックス。"Midget"（ちび）と呼ばれるのを好んでおらず、呼ばれるたびに"That's Little Apple!"と言うことが多い。生意気な性格。話によっては魔法等によって大きくなることがあるが、いずれの場合も魔法を使っているキャラが死んだ時等に元の大きさに戻ってしまう。アサルトライフルの使い手で、たまに使用する姿が見られる。
マシュマロ (Marshmallow)
ユニコーンを母とする。子どもっぽい性格をしていて、声やテンションも高く、よく"I love unicorns!"（ユニコーン大好きだよ！）と言う。虹を作り出すことができる。性別は不明とされており、オレンジ達がファンからの質問に答える「Ask Orange」シリーズで繰り返し質問されているものの、毎回返答が曖昧になったり邪魔が入ったりするため結局判明しない。実はヤンデレで、怒らせたり泣かせたりすると大惨事を起こす。

### その他のキャラクター
リンゴ (Apple)
第一話でオレンジに散々苛立たされたあげく、包丁に切られてしまう。
「Microwave Effect」の回で、オレンジ一行がひょんなことから2009年にタイムスリップした時に、現在のオレンジと対面。オレンジと洋なしの会話から自分が切られることを予測して、包丁を回避したため歴史が変わり、2012年に戻ったら彼がリンゴだけの王国を築いてキッチンを支配していたことがある。しかし、グレープフルーツ達を捕らえ、さらにオレンジ一行を攻撃しようとしたため、再び2009年に戻ったオレンジ一行が歴史を修正し、王国はなくなった。
なお、他の作品でも別のリンゴが何度か登場するが、あまり話さないうちにすぐに包丁で切られることが多い。テレビシリーズではメインキャラとして登場する。
カボチャ (Pumpkin)
第1シーズン2話に登場。オレンジに生き別れの兄と呼ばれたり｢太っちょ｣(Plumpkin)と揶揄され最初は適当にいなしていたものの図に乗ったオレンジに注意したところ包丁で切られてジャック・オ・ランタンに加工される。
トマト(Tomato)
第3話でオレンジにリンゴ呼ばわりされたり野菜扱い(トマト曰く｢カボチャと同じで僕は果物だ｣)され苛立っているところをミキサーにかけられケチャップにされる。
包丁 (Knife)
主に各回の終盤でキャラが切り刻まれる時に登場する。映ることは殆どないが片面に顔がついており会話が可能。自らは切り刻むことを好んでいないが、使用者が半ば乱暴に扱うこともあり、皆から恐れられ、オレンジ達でさえも話しかけられると絶叫する（ただし最初だけで、その後は普通に会話をしたりする）。砥石を恐れている。ちなみに、他の包丁仲間も登場したことがある。
スカッシュ(Squash)
カボチャの一種。オレンジが"Squash!"と言うと突然上から落下してきて、下にいるキャラを押し潰してしまう。声は低め。
ズーム (Zoom)
架空のエナジードリンク。飲むとその人のテンションが異常な程高くなる。初登場時は中身がなくなる前までヘリウムを吸ったような高い声だったが、その後の話では最初から普通の声で登場する。この他、「ズィップ (Zip)」という別のエナジードリンクも登場する（ズームよりも優れている模様）。
ネヴィル (Nerville)
テレビ番組『アノーイングオレンジの胸やけ気味な大冒険』より登場した人間。番組中唯一果物や野菜たちと会話ができ（ただし他にも果物や野菜と会話ができる人間は登場しているため、彼固有の能力かどうかは不明）、オレンジたち果物を食べたりせず友人として扱うため、周りの人間からは変人だと思われている。ただし、他の人間へ果物を売ることはある。

## テレビシリーズ
2012年5月28日にアメリカ合衆国のカートゥーンネットワークで先行放送が行われ、2012年6月11日から本放送が行われている。
アメリカ合衆国のレーティングはTV-PGで、カナダではPG、オーストラリアではPGである。
原作はデーン・ボーディグハイマーが務めるほか、トム・シェパードも参加する。ボーディグハイマーの運営するギャグフィルムズ、マネージメント会社のThe Collective、アニメスタジオ 14th Hour Productionsが制作を行う。
Youtube版同様、有名な作品をパロディした回が多い。
日本では『ANNOYING ORANGE アノーイングオレンジの胸やけ気味な大冒険』というタイトルでポニーキャニオンよりDVDが出ている。日本語版DVD発売記念として、AKB48/NMB48のメンバーである市川美織が応援隊長を務めた。

### 制作
2010年4月、ボーディグハイマーは、アノーイング・オレンジのテレビ版の制作を開始したことを明かし、同年10月初期エピソード6話分のスクリプトを完成させたことを明かした。
2011年2月、パイロット版の撮影が開始され、6 - 7か月の時間を費やして完成した。ボーディグハイマーが番組の放送についてカートゥーンネットワークと話し合った結果、2011年11月18日に番組の企画が通った 。

### サブタイトル
| 話数 (通算) | 話数        | サブタイトル                                      | 原題                                          |             |
| 第1シーズン | 第1シーズン | 第1シーズン                                       | 第1シーズン                                   | 第1シーズン |
| ----------- | ----------- | ------------------------------------------------- | --------------------------------------------- | ----------- |
| 1           | 1           | 惑星マシュマリア                                  | Marshmalia                                    |             |
| 2           | 2           | キャプテン ブラッドオレンジ                       | Captain Blood Orange                          |             |
| 3           | 3           | 騎士ジュースアロット                              | Sir Juice-A-Lot                               |             |
| 4           | 4           | 野菜ゾンビ                                        | Night of the Veggie Zombies                   |             |
| 5           | 5           | フルーツ合衆国建国の父                            | Founding Fruits                               |             |
| 6           | 6           | フルーツベンジャーズ                              | Fruit Vengers                                 |             |
| 7           | 7           | 博士の果汁な愛情～ドクター ストレンジプラム～     | Dr. Strange Plum                              |             |
| 8           | 8           | がんばれペアーズ～バッド ニュース ペアーズ～      | Bad News Pears                                |             |
| 9           | 9           | フルーツプレーン!                                 | Fruit Plane                                   |             |
| 10          | 10          | フルーツの青春～ザ ローズ オブ フルーツブッシュ～ | The Lords of Fruitbush                        |             |
| 11          | 11          | ボーイズ＆ガールズ                                | Boys vs. Girls                                |             |
| 12          | 12          | ミクロフルーツの決死圏                            | Fruitastic Voyorange                          |             |
| 13          | 13          | 新・グレープの惑星                                | Escape from the Planet of the Grapes of Wrath |             |
| 14          | 14          | オレンジを追え                                    | Follow the Bouncing Orange                    |             |
| 15          | 15          | スパゲティ ウェスト                               | Spaghetti West                                |             |
| 16          | 16          | フルーツ街の悪夢～悪夢へようこそ～                | Welcome to My Fruitmare                       |             |
| 17          | 17          | アノーイングキューティー                          | Annoying Cutesie                              |             |
| 18          | 18          | お店が閉店する日                                  | The Day the Store Stood Still                 |             |
| 19          | 19          | ジェネリックホリデースペシャル                    | Generic Holiday Special                       |             |
| 20          | 20          | オレンジキャロル                                  | Orange Carol                                  |             |
| 21          | 21          | オレンジ ザ レッド                                | Orange the Red                                |             |
| 22          | 22          | オレンジベルト                                    | Orange Belt                                   |             |
| 23          | 23          | フルーツ時代                                      | When Fruit Ruled the Earth                    |             |
| 24          | 24          | ポップスター                                      | Pop Star                                      |             |
| 25          | 25          | フルーツ・スピード                                | The Fast and the Fruitious                    |             |
| 26          | 26          | フルーツフォーマー                                | Trans.Fruit.Bots                              |             |

### スタッフ
- 原作：デーン・ボーディグハイマー、トム・シェパード
- 脚本：トム・シェパード、ルーク・バラッツ他
- 監督：デーン・ボーディグハイマー、スペンサー・グローブ他
- 主題歌：テラバイト"He's Orange!"
- 音楽：ランドール・クリスマン、ショーン・パターソン

### DVD
いずれもポニーキャニオンより発売。
- ANNOYING ORANGE ～アノーイングオレンジの胸やけ気味な大冒険～ キャプテン ブラッドオレンジ編
  - 2013年12月4日発売。
- ANNOYING ORANGE ～アノーイングオレンジの胸やけ気味な大冒険～ フルーツの青春編
  - 2013年12月4日発売。
- ANNOYING ORANGE ～アノーイングオレンジの胸やけ気味な大冒険～ ミクロフルーツの決死圏編
  - 2014年2月4日発売。
- ANNOYING ORANGE ～アノーイングオレンジの胸やけ気味な大冒険～ アノーイングキューティー編
  - 2014年2月4日発売。
- ANNOYING ORANGE ～アノーイングオレンジの胸やけ気味な大冒険～ フルーツ時代編
  - 2014年3月4日発売。
- ANNOYING ORANGE ～アノーイングオレンジの胸やけ気味な大冒険～ フルーツフォーマー編
  - 2014年2月4日発売。